# 弥次郎
『弥次郎』（やじろう）は古典落語の演目の一つ。『嘘つき弥次郎』（うそつきやじろう）とも。ほら吹きの男が旅先で体験したという誇張した話を吹聴する様子を描く。
上方落語の演目『鉄砲勇助（嘘つき村）』の前半部を独立させ、「安珍・清姫伝説」を下敷きとしたエピソードを加味したもの。原話として、1773年（安永2年）に刊行された笑話本『口拍子』の一編「角力取」など、多くの小咄を組み合わせて1本の作品とした落語である。後述するあらすじにある北海道に行ったという下りを含むスタイルは3代目柳家小さんが「新版」として改作した内容だが、寒地に行って体験したという誇張した話自体は安永2年の笑話本『坐笑産（ざしょうみやげ）』の「寒国」にすでに見られる。
『弥次郎』は多く東京で演じられ、3代目三遊亭金馬、6代目三遊亭圓生、5代目三遊亭圓楽など多くの落語家が得意としている。

## あらすじ
「岩田の隠居」がお茶を飲んでいると、そこへ顔馴染みの弥次郎がやって来て「武者修行に行ってきました」と話す。その様子は以下のようなものだったという。
北海道はあまりに寒いので、現地ではもっぱら凍った茶をかじっている。そんな気候だから、雨はもちろんのこと、挨拶の「おはよう」の声まで凍ってしまう。凍った挨拶は1本いくらで売られており、ホウロクで溶かして、旅館の目覚まし用にしている。火事の炎まで凍ったのを見るにつけ、弥次郎は「凍った火事を見世物にしよう」と思いつき、牛方を雇い、牛5、6頭分の「火事」を積んで本州へ運ばせようとしたが、道中で「火事」が溶け、牛は丸焼けになってしまった。「水をかけても消えません。これが本当の『焼けウシに水』。牛が熱がって『モーやだ』」
弥次郎は、怒って追いかけてくる牛方から逃げ出すうちに奥州・恐山へ着いた。ふもとの茶店で話を聞くと、山中には山賊がいるという。「自分は武者修行の途中」と、弥次郎は山道をどんどん登っていく。山賊のアジトに近づき、「金を出せ」と脅されるが、ひるまず大立ち回りを演じる。「3間（＝約5.5m）四方の大岩を小脇に抱え……」「3間四方の岩が、小脇に抱えられるものかね」「それが、真ん中がくびれたヒョウタン岩で。その岩をちぎっては投げ」「岩がちぎれるかい」「できたてで柔らかい」「お餅だよ、それじゃ」
見事に山賊を追い払った弥次郎が安心して歩き出すと、地響きがする。「大イノシシですよ。身の丈6尺（＝約180cm）ぐらいで、苔むしたものすごいやつ。びっくりして近くの木によじ登ったんですが、イノシシのやつ偉いもので、木に体当たりを始めたんですよ。グーラグラ揺れて、気（木）が気（木）じゃない」らちが明かない弥次郎は、イノシシの背中の上に飛び下りる。イノシシは振り落とそうと跳ね回るので夢中でしがみついているうちに、弥次郎はイノシシの睾丸をつかむ。握りつぶすと、イノシシはひっくり返って気絶した。とどめを刺そうと腹を裂くと、中から子イノシシが16匹飛び出す。「シシ（＝4×4）の16、っていうんだろ。それはいいんだが、お前さん、どこを握って殺したと言った?」「イノシシのキンタマで」「キンタマがあるんならオスだ。オスの腹から子供が出るか?」「え? ……ああ、そこが畜生の浅ましさ」
弥次郎は4、50人の男に取り巻かれ、「よくぞ退治してくださった」と、ふもとの村の庄屋の家で歓待を受ける。庄屋のひとり娘の美女に惚れられ、「自慢じゃないが、この弥次郎は美男子で通っている。『連れて逃げてよ』と迫ってきた」追いかけてくる娘から逃げるうち、気づけば紀州の白浜へ着いていた。「青森から和歌山……、いったいどうやって逃げたんだ?」「それが私にもわからない」
弥次郎は日高川の渡し場で、若い娘が来ても川を越させないように船頭を買収し、道成寺に逃げ込み、「安珍・清姫」のように梵鐘ではなく、台所の水がめの中に隠れて息をひそめる。「さては別に女がいるか」と、嫉妬に狂った娘は怒り心頭に発し、川に飛び込み……。「20尋（＝約36.36m）の大蛇になったか?」「いえ、1尺5寸（＝約45cm）の蛇。不景気なんですよ」
蛇は弥次郎の隠れた水がめを見つけ、その周りを7巻き半。「1尺5寸でどうやって巻いたんだ」「それがギューンと気力で伸びた」「飴細工だね」しばらくすると、蛇の体が溶けてしまった。「寺男が無精で掃除をしないから、ナメクジが水がめに貼り付いていたんです」「それじゃあ虫拳だ（※じゃんけんの一種で、ナメクジ＝小指は、蛇＝人差し指に勝つ）」「折を見て立ち上がったんですが、中啓を持ったその姿……。実にいい男」「えへっ、お前さんお武家だったのかい」「いえ、安珍という山伏で」
「山伏か。どうりで、ホラを吹き通しだ」

## バリエーション
武藤禎夫は、「安珍清姫」にあまり馴染みがなくなったため、山賊退治やイノシシの下りで終わるのが「普通」と記している。

## 改作
5代目春風亭柳昇の演目に、舞台を現代に置き換えた改作『南極探検（なんきょくたんけん）』がある。7代目立川談志は「『弥次郎』よりこっちのほうがおもしれえや」と話し、談志自らも何度か口演したことがあるが、演じるにあたり柳昇から正式な承諾は得ていなかったらしく、柳昇は生前、「ずるいんだよ、談志さんは。『兄さん、あのネタやっていいよね!』って自分で言って、高座でやってんだからねぇ」とぼやいていたという。